# 大马士革国家博物馆
大马士革国家博物馆 (阿拉伯语：المتحف الوطني بدمشق)是叙利亚大马士革一家大型博物馆，坐落在城市的西部，在大马士革大学和提基亚清真寺之间。博物馆收藏了5000多块楔形文字碑銘，其中有历史上第一个已知的写在泥板上的字母表，即乌加里特字母。
该博物馆最受欢迎的部分是重建的公元2世纪杜拉欧罗普斯犹太会堂。

## 历史
该馆始建于1919年。目前的建筑建于1936年，1956年和1975年又有扩建。

## 馆藏
展品分为5个部分：
- 史前时代：石器时代的遗迹和骨骼。
- 古叙利亚：许多来自古代遗址的展品，有来自埃布拉（Ebla）、马里（Mari）、乌加里特（Ugarit）等古代遗址的石板、圆筒印章和护身符，以及来自泰勒哈拉夫（Tell Halaf）的雕塑。其中最重要的是一块乌加里特楔形文字碑，展示了世界上现存最古老的字母表。该博物馆还收藏了已知的最古老的基本完整的记谱音乐。
- 古典时代：该部分包含希臘化時期，古羅馬和拜占庭的展品。它包括许多罕见的雕像，以及石头和大理石石棺。它还包括一个珠宝馆。
- 伊斯兰时期：一座伊斯兰宫殿的立面被移来，作为博物馆的正门。宫殿中的雕刻等一些内容也在博物馆展出。它还包括许多玻璃和金属展品，以及伊斯兰历史的不同时期的硬币，以及从倭马亚时代到奥斯曼帝国的文献。还有展厅展示一个传统的叙利亚家庭，展品来自一个18世纪的老房子。毗邻本馆还有一个图书馆。
- 当代：包含了叙利亚艺术家，阿拉伯世界和其他国家的当代艺术作品[2]。

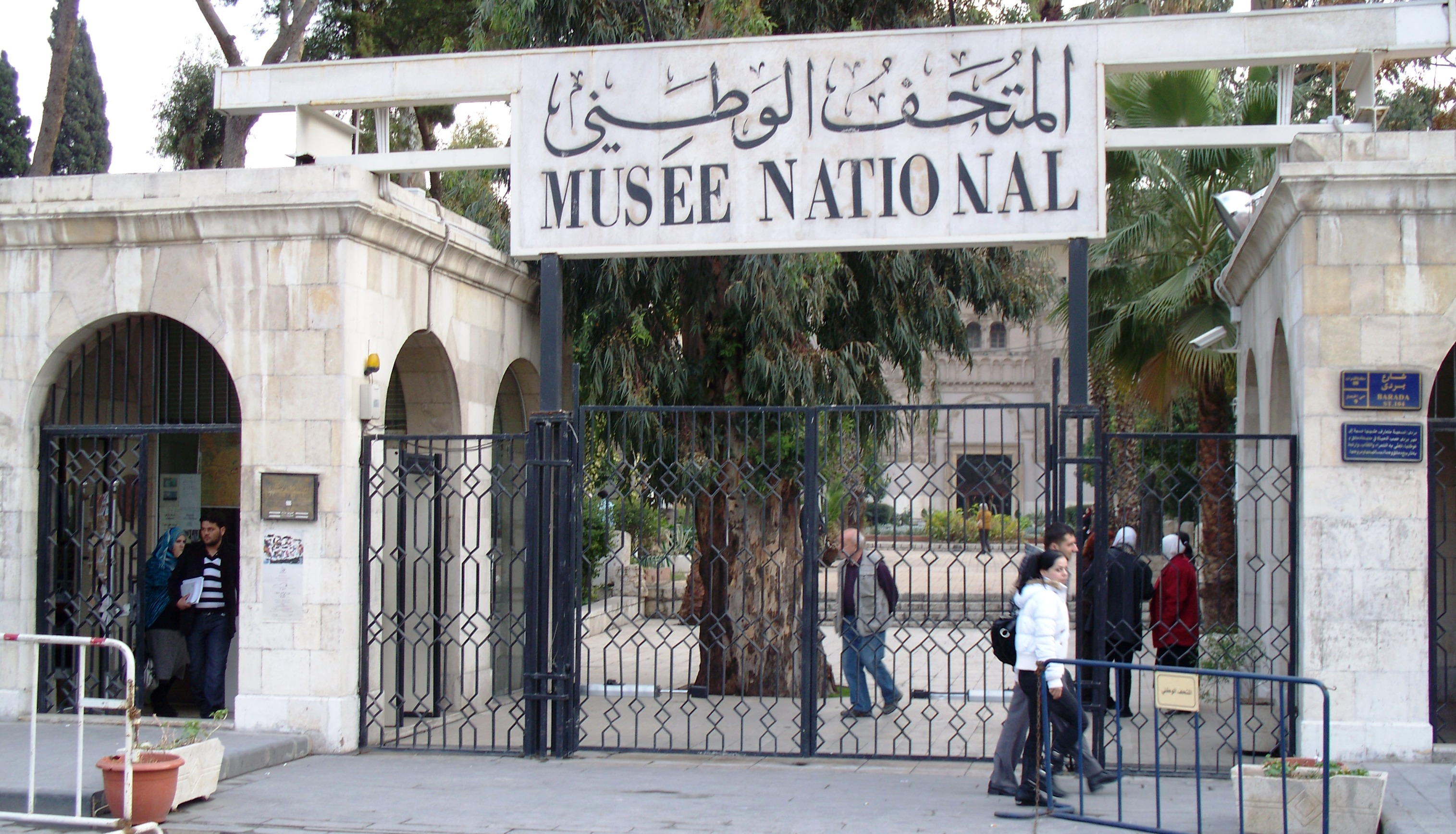
入口
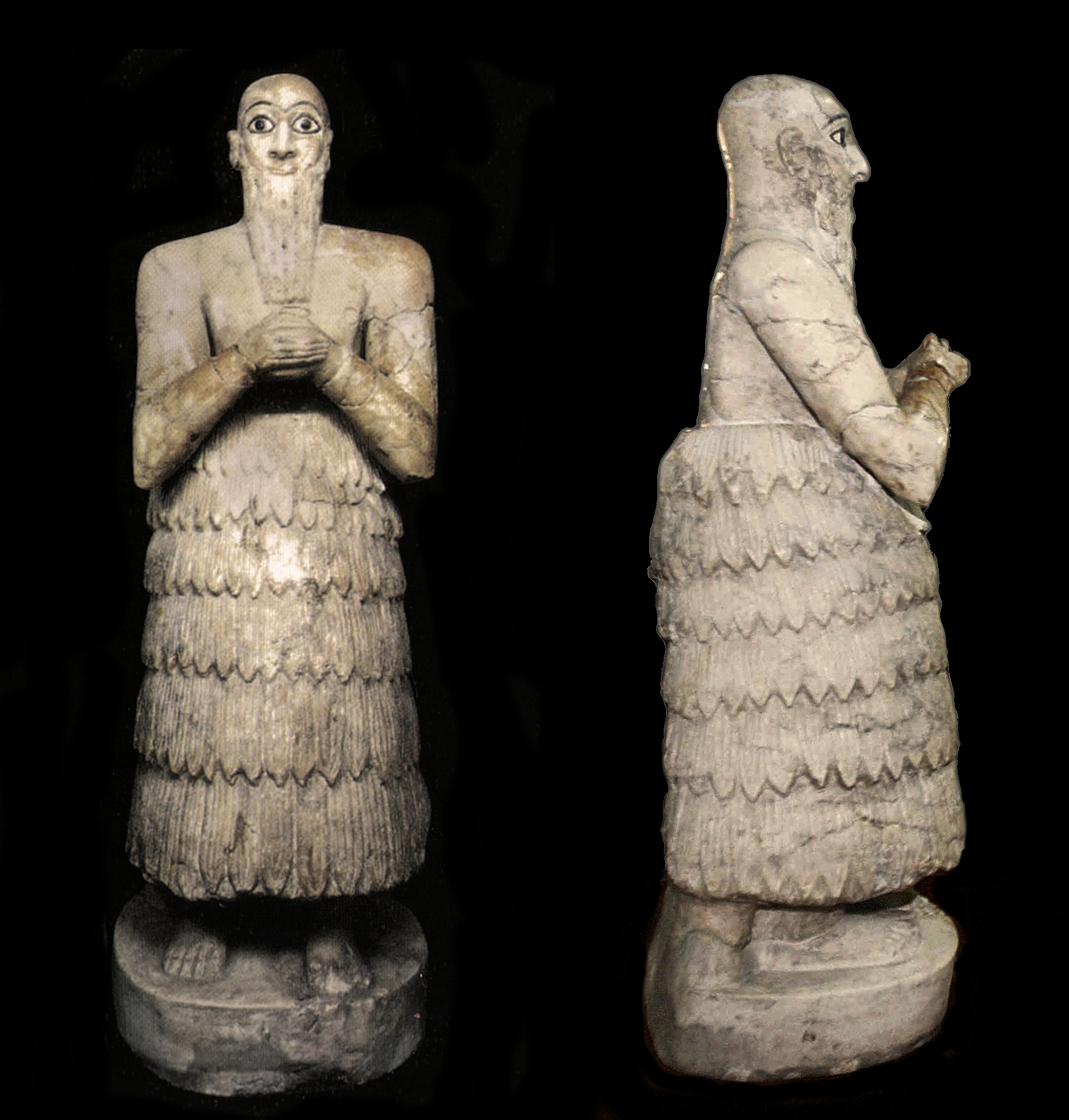
Iku Shamagan國王，2500BCE
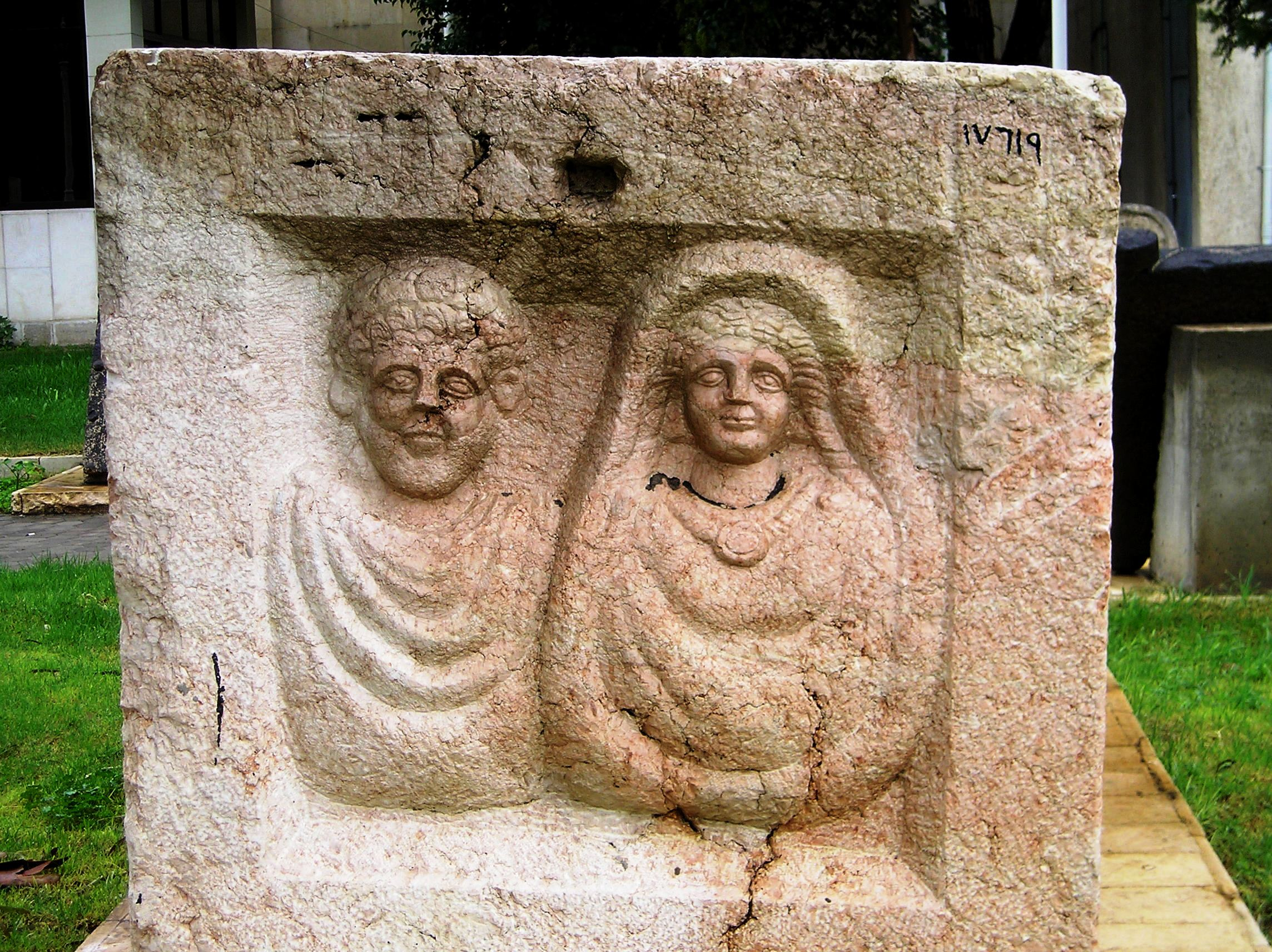
一对夫妇
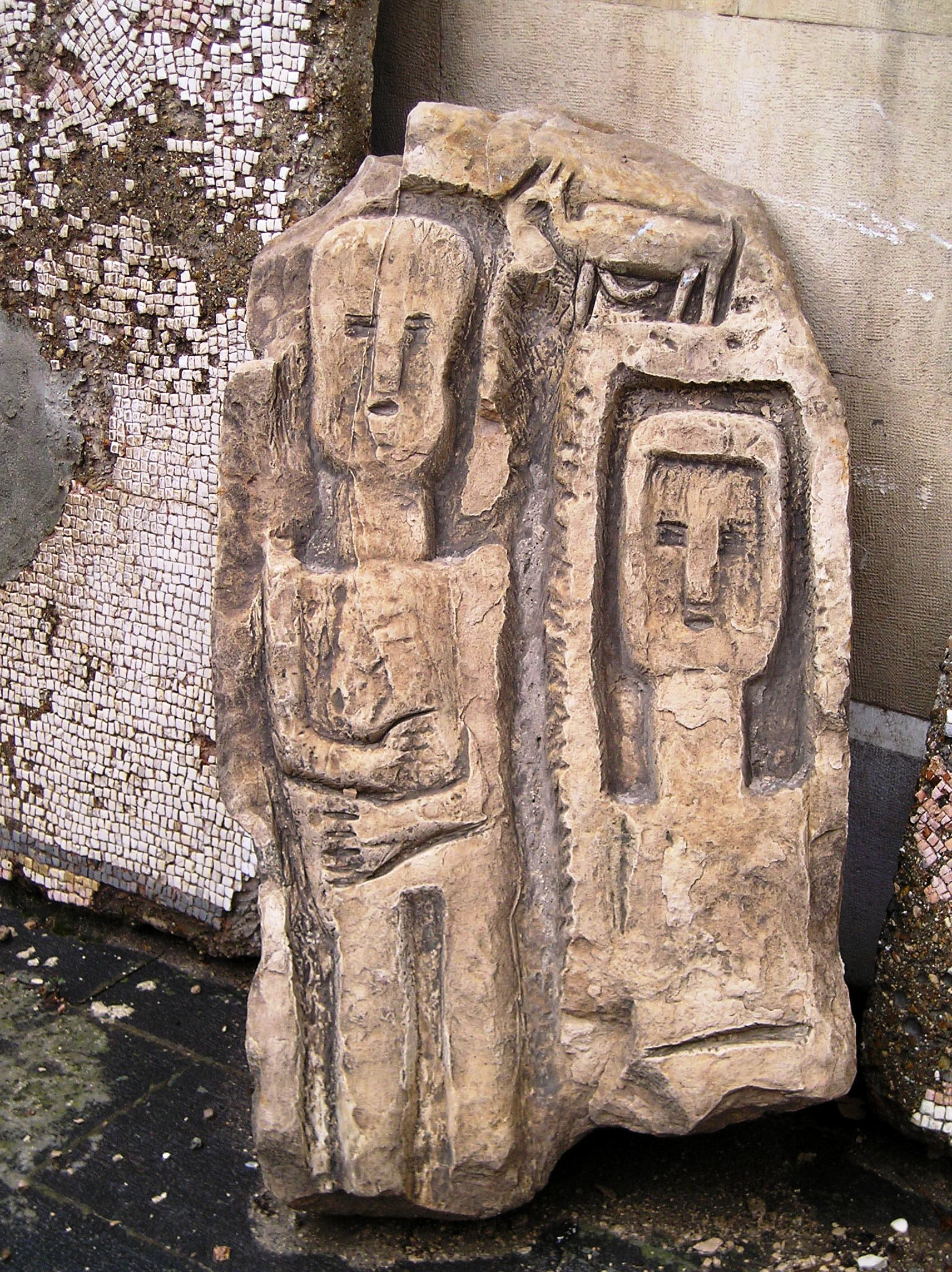
一对夫妇
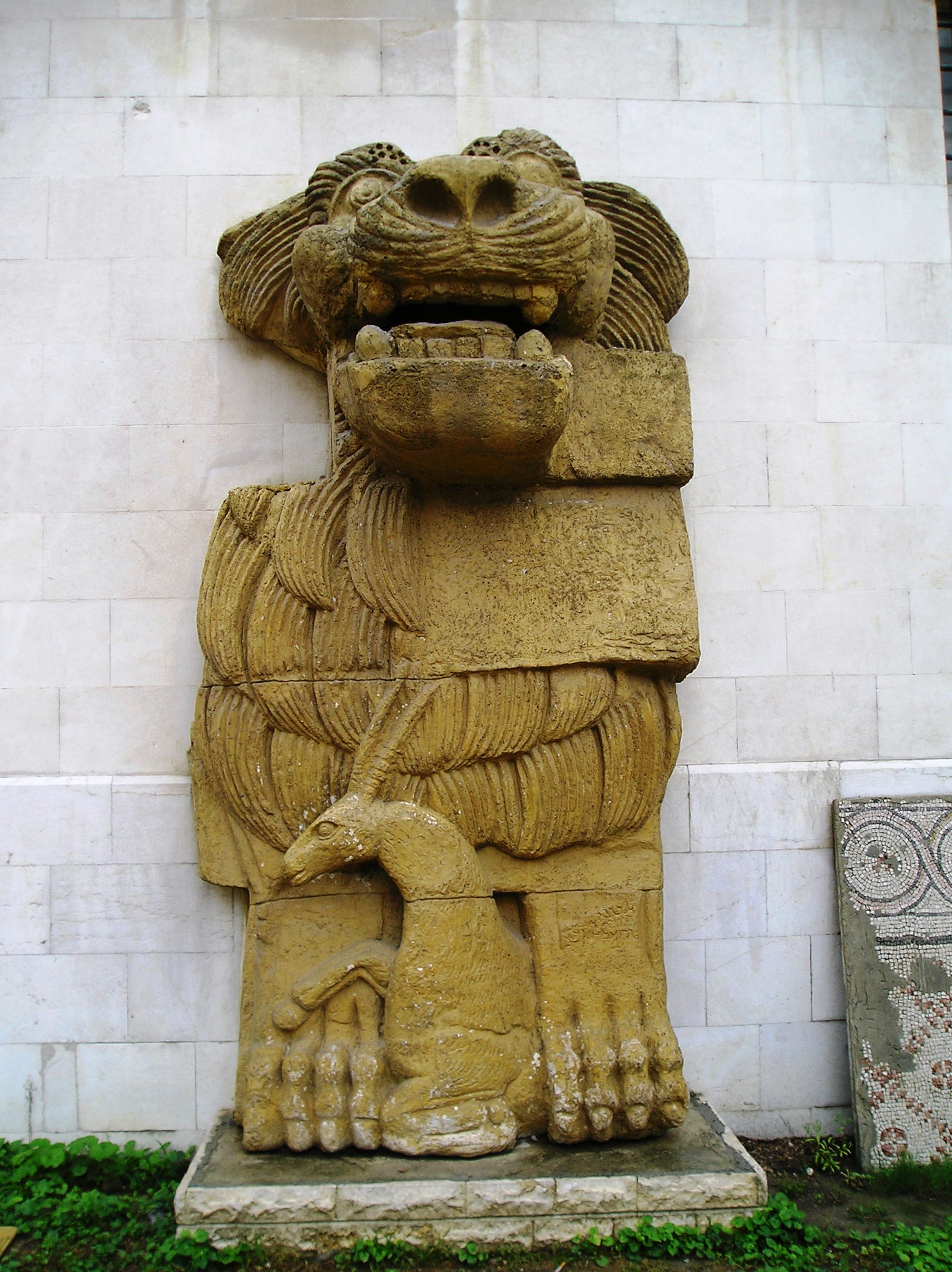
狮子